# Janusz Stelmach
Janusz Stelmach (ur. 3 grudnia 1962) – polski piłkarz, pomocnik; młodzieżowy wicemistrz Europy U-18 z 1981 roku. W swojej karierze piłkarskiej występował w Stali Mielec.